# Đường đan đáy chậu
Đường đan đáy chậu là một vết sẹo mỏng trên cơ thể con người, kéo dài từ hậu môn qua đáy chậu đến bộ phận sinh dục. Nó xuất hiện ở cả nam và nữ, có nguồn gốc từ sự hợp nhất niệu-sinh dục.
Ở nam giới, cấu trúc này tiếp tục kéo dài qua bìu dái (rãnh bìu dái) và mặt dưới của dương vật (rãnh dương vật). Nó cũng tồn tại sâu hơn trong âm nang, được gọi là vách ngăn bìu dái. Nó là kết quả của một hiện tượng phát triển bào thai, theo đó, bìu dái và dương vật khép lại vào giữa.
Có những người đã lập luận rằng "xương sườn" trong câu chuyện về Adam và Eva thực ra là kết quả của việc dịch sai Kinh thánh Do Thái từ baculum (xương dương vật), và rằng việc loại bỏ nó trong Sách sáng thế là một tường thuật sáng tạo để giải thích việc thiếu mất xương dương vật ở loài người và căn nguyên của 'vết sẹo' để lại.